# Anguerny

Anguerny este o comună în departamentul Calvados, Franța. În 2013 avea o populație de 754 de locuitori.